# Ken Thorley
Ken Thorley är en amerikansk skådespelare som medverkat i många TV-serier och filmer, bland annat Star Trek: The Next Generation.